# Hipparchia subcinericea
Hipparchia subcinericea är en fjärilsart som beskrevs av Ribbe 1909. Hipparchia subcinericea ingår i släktet Hipparchia och familjen praktfjärilar. Inga underarter finns listade i Catalogue of Life.